# Angelo Ledda
Angelo Ledda is een personage dat voorkomt in het boek De zaak Alzheimer, geschreven door Jef Geeraerts, en in de film die op dat boek werd gebaseerd.
Ledda is huurmoordenaar. In het boek wordt hij ingehuurd om twee mensen te vermoorden, Herwig Van Camp en meneer Carpentier. Hij wordt vooral omschreven als een plat, onbeschoft, onbeleefd en ongemanierd persoon.
In de film De zaak Alzheimer wordt Ledda vertolkt door Jan Decleir. Hij heeft een enorme prestatie geleverd in de film; Jan is erin geslaagd om van Ledda een mens te maken, met gevoelens en karakter, men kan zeggen dat de Ledda uit de film het tegengestelde is van de Ledda die Jef Geeraerts heeft gemaakt.
In de film wordt Ledda ingehuurd om Bob Van Camp en Bieke Cuypers te vermoorden. Wanneer hij weigert Bieke te vermoorden, omdat ze een kind van twaalf is, wordt aangetoond dat hij karakter heeft. Omdat Ledda in de film in zijn jeugd seksueel misbruikt is, is hij heel fel als het gaat om prostituees en kinderen storen, en andere dingen. In de film wordt er ook veel meer aandacht besteed aan zijn Alzheimer. Daardoor wekt Jan Decleir ook medelijden bij de kijkers, omdat hij geweldig goed kan simuleren dat hij niets meer weet.